# 许布林根
许布林根是德国莱茵兰-普法尔茨州的一个市镇。总面积4.50平方公里，总人口300人，其中男性146人，女性154人（2011年12月31日），人口密度67人/平方公里。